# الموظفين الشخصيين لزعيم الرايخ إس إس
الموظفين الشخصيين لزعيم الرايخ إس إس (بالألمانية: Hauptamt Persönlicher Stab Reichsführer-SS)‏  كان المكتب الرئيسي لشوتزشتافل الذي أنشأه هاينريش هيملر في عام 1933 ليكون بمثابة مكتب شخصي يقوم بتنسيق مختلف الأنشطة والمشاريع التابعة لزعيم الرايخ إس إس. 

## عمليات

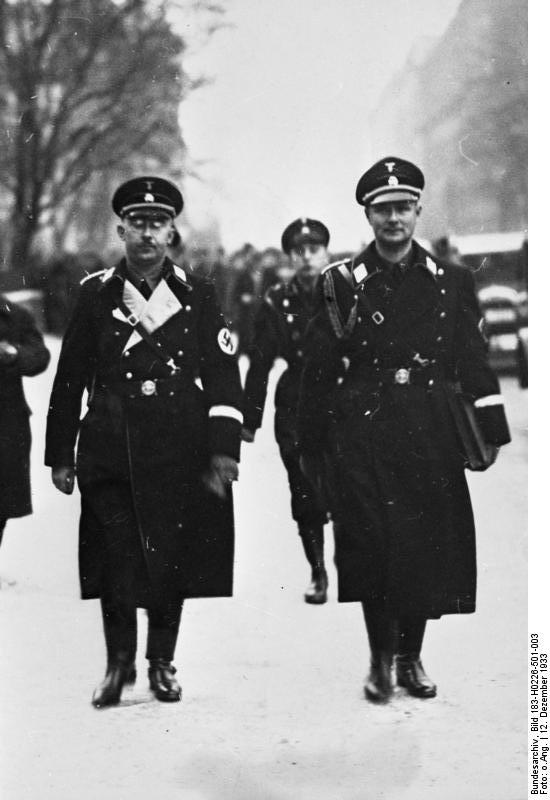
هاينريش هيملر مع مساعده كارل وولف في عام 1933.

في عام 1933، لفت كارل وولف انتباه هيملر الذي قام في يونيو 1933 بتعيينه مساعدًا له وجعله رئيسًا لمكتب موظفيه الشخصيين.  كما عين هيملر وولف ضابط اتصال إس إس لهتلر.  بصفته مساعدا مقربا لهملر، تضمنت أنشطة وولف اليومية الإشراف على جدول هيملر والعمل كحلقة وصل مع مكاتب ووكالات إس إس الأخرى.  أدار وولف شؤون هيملر مع الحزب النازي ووكالات الدولة وموظفيها.  بعد اغتيال راينهارد هايدريش في عام 1942، أستبدله هيملر وحل محله ماكسيميليان فون هيرف الذي شغل منصب رئيسها حتى نهاية الحرب. 
أسس هيملر أيضًا العديد من فرق المشاريع الخاصة تحت سلطة مكتبه الشخصي. وشمل ذلك موظفي قلعة فيويلسبورج وكذلك آننإربه. كان فريق الخبراء مهتمًا بالتاريخ الأنثروبولوجي والثقافي للجنس الآري. لقد أجرت تجارب وأطلقت رحلات بقصد إثبات أن سكان الشمال الأوروبي ما قبل التاريخ كانوا يحكمون العالم من قبل . 

### اقتباسات
1. ↑  Hamilton 1984.
2. ↑  Weale 2012.
3. ↑  Koehl 2004.